# Nuoshuihe
Nuoshuihe (kinesiska: 诺水河镇, 诺水河) är en köping i Kina. Den ligger i provinsen Sichuan, i den sydvästra delen av landet, omkring 350 kilometer nordost om provinshuvudstaden Chengdu. Antalet invånare är 20 709. Befolkningen består av 9 972 kvinnor och 10 737 män. Barn under 15 år utgör 22,0 %, vuxna 15-64 år 68 %, och äldre över 65 år 9,0 %.
Genomsnittlig årsnederbörd är 1 461 millimeter. Den regnigaste månaden är juli, med i genomsnitt 314 mm nederbörd, och den torraste är december, med 5 mm nederbörd.